# 奇爾角
奇爾角是南極洲的海岬，位於南奧克尼群島中科羅內申島西南岸，處於里特恩角東南面2公里，該地區被國際鳥盟列為重點鳥區，是約38,000雙南極企鵝的棲息地。
60°38′S 45°59′W / 60.633°S 45.983°W